# Actinopus

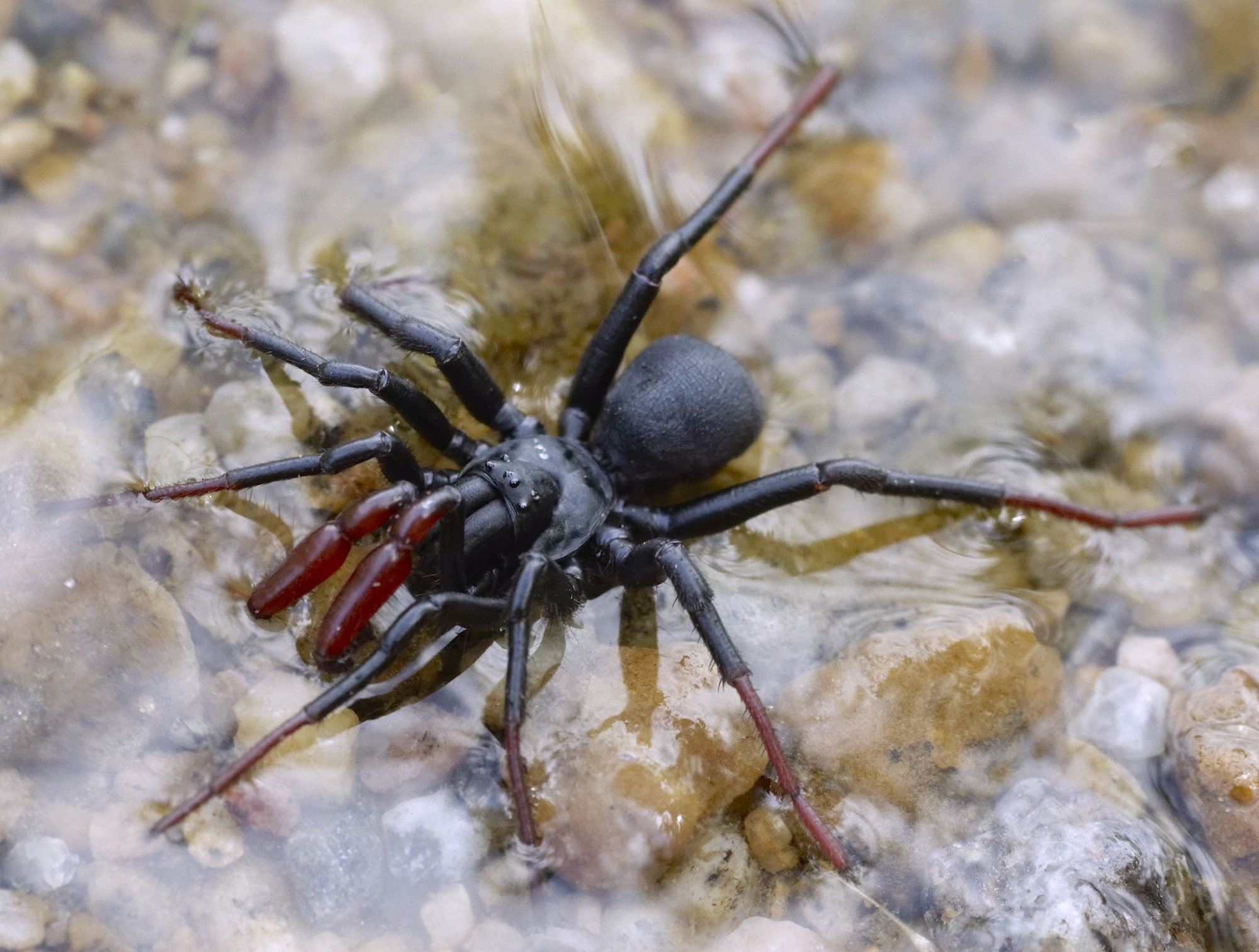
Actinopus macho flutuando em uma fina camada de água no Rio Lujan

Actinopus é um gênero da família de aranhas migalomorfas Actinopodidae. São aranhas facilmente reconhecidas pela sua carapaça fortemente arqueada anteriormente, sem pelos e por sua aparência lustrosa. Com quatro a cinco espécies no Brasil.